# Kostel Navštívení Panny Marie (Petrovice)
Kostel Navštívení Panny Marie v Petrovicích v okrese Rakovník, založený při prameni léčivé vody, je jednolodní stavba s věží na západním průčelí. Farní kostel, schodiště a pozemky vymezeného areálu jsou nemovitou kulturní památkou. 25. 4. 2008 byl kostel vyhlášen poutním místem Arcidiecéze pražské.

## Historie
Stavba kostela je spjata s údajným zjevením Panny Marie místním dívkám v druhé polovině 17. století. Krátce nato bylo zjištěno, že voda v místní studánce má díky obsahu železa a kyseliny uhličité léčivé účinky. Petrovice se tak staly cílem poutníků, zvláště těch, kteří trpěli kloubními nemocemi. V roce 1709 zakoupil panství hrabě Jan Josef z Valdštejna, který nechal u studánky postavit lázeňský dům a dům pro nemocné. Lázně ale neprosperovaly, z lázeňského domu se stala hospoda, která zanikla. V letech 1715–1717 nechal Jan Josef z Valdštejna postavit také kostel, který byl zasvěcen Navštívení Panny Marie. Kostel stojí v těsné blízkosti studánky, kryté novodobou kapličkou.

## Popis stavby

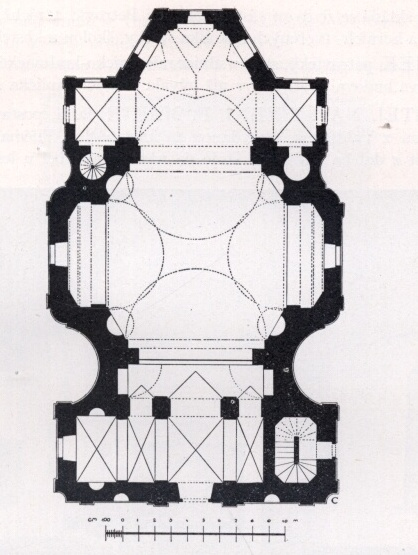
půdorys kostela

Kostel je vyzděn pravděpodobně převážně z kamene. Vápenné omítky, obnovené v 90. letech, jsou v základní ploše fasád smetanově bílé až béžové, tektonické články jsou tónovány terakotově červeně. Podélný, k jihu orientovaný jednolodní kostel poněkud atypické dispozice, se skládá z čtvercové lodě, rozšířené po stranách mělkými obdélnými kaplemi a odsazeného pětibokého presbytáře, k jehož východní boční straně přiléhá mírně obdélná předsíňka s oratoří v patře, k západní straně symetrický přístavek sakristie. Před vstupem do lodě je odsazen přístavek, obsahující uprostřed předsíň a hudební kruchtu, na východní straně kapli Božího hrobu a na západní straně vřetenové schodiště do věže. Nad střední díl této přístavby vystupuje dvoupatrová věž. Věž je ukončena jehlancovou mansardově podlomenou střechou krytou dříve bobrovkami, dnes plechem. Valbové střechy nad kostelem i postranními přístavky jsou pokryty novými jednoduchými bobrovkami. Nad střechu presbytáře vystupuje osmiboký oplechovaný sanktusník s lucernou, krytý cibulovou stříškou. K hlavnímu vchodu kostela vede dlouhé několikaramenné schodiště

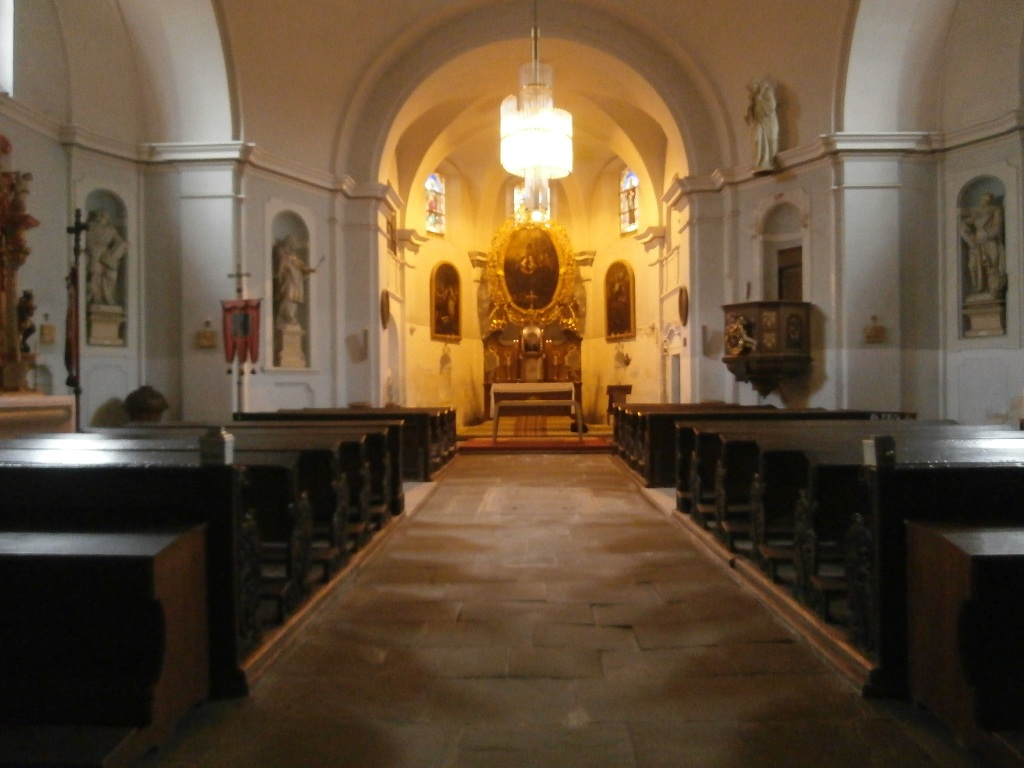
interiér kostela

## Interiér
Na hlavním oltáři je původní oltářní obraz Navštívení Panny Marie. Na obraze je kromě Panny Marie a svaté Alžběty zobrazen též svatý Josef a Zachariáš. V roce 1891 byl původní oltář nahrazen novým, renesančním, s novým oltářním obrazem. Původní oltářní obraz byl umístěn v presbytáři. V průběhu 20. století byl renesanční oltář odstraněn a byl instalován současný barokní rámový oltář s původním obrazem a se dvěma anděly. V presbytáři visí dva obrazy, které také pocházejí z původní výzdoby kostela. Jedná se o obraz Stětí svatého Jana Křtitele a obraz světce na koni. Podle Antonína Cechnera se jedná o svatého Martina, Emanuel Poche uvádí svatého Václava. Po stranách čtvercové lodi se nacházejí dvě boční kaple s oltáři z druhé poloviny 18. století, které pocházejí z Plas. Na západním oltáři s obrazem svatého Jana Nepomuckého stojí zlacené sochy svatého Vojtěcha a svatého Norberta. Na protějším oltáři s obrazem umírajícího svatého Františka Xaverského stojí dvě sochy světlonošů, černochů se zlacenými rouchy. Oltářní obrazy svatého Jana Nepomuckého a svatého Františka Xaverského jsou novodobější. Pro kostel vytvořil v roce 1720 Ferdinand Maxmilian Brokoff a jeho dílna bohatou sochařskou výzdobu. Po stranách bočních kaplí stojí sochy čtyř evangelistů, dále ve výklencích hlavní lodi stojí sochy svatého Jana Nepomuckého, apoštola Judy Tadeáše a svatého Venantia. Ve čtvrtém výklenku hlavní lodi je kazatelna, nad kterou je socha Ježíše Krista-Dobrého pastýře. Kruchta původně stála na dvou pilířích, v roce 1909 byla přestavěna a rozšířena. Varhany pocházejí z roku 1909 a postavila je varhanářská firma Rejna – Černý z Prahy.